# 19吋機櫃

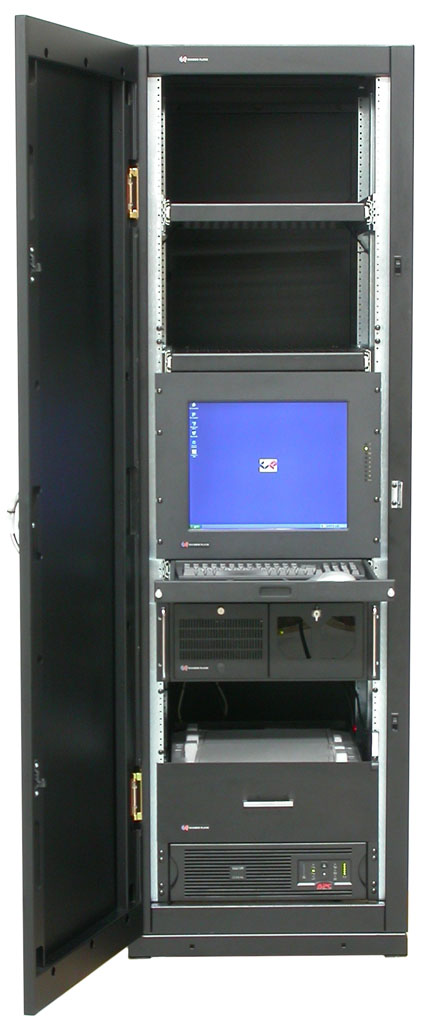
19吋機櫃

19吋機架（19-inch rack）是標準化的2柱或4柱支架，用於安裝电子设备（例如服务器、电信设备和網絡設備）。
兩柱機架的承重能力及穩定性較低，通常用作安裝網絡設備及被動元件（如配線架和光纖）。

## 機櫃
19吋機櫃（19-inch cabinet）是一种類似櫃子的物體，提供較好的物理保護。機櫃通常已包括前門、後門和頂板，但側板和底板或會另外出售。在部分服务器机房，只有每一排最外邊的兩個機櫃會安裝側板。
19吋機櫃的前面板為19英吋（482.6毫米），兩柱之間的可用寬度是17+3/4英寸（450.85毫米），機櫃的總寬度則取決於其用途。一般的伺服器機櫃寬度為600毫米，網絡機櫃和高效運算機櫃通常採用800毫米，兩側預留額外空間安裝通訊綫及/或冷卻管。

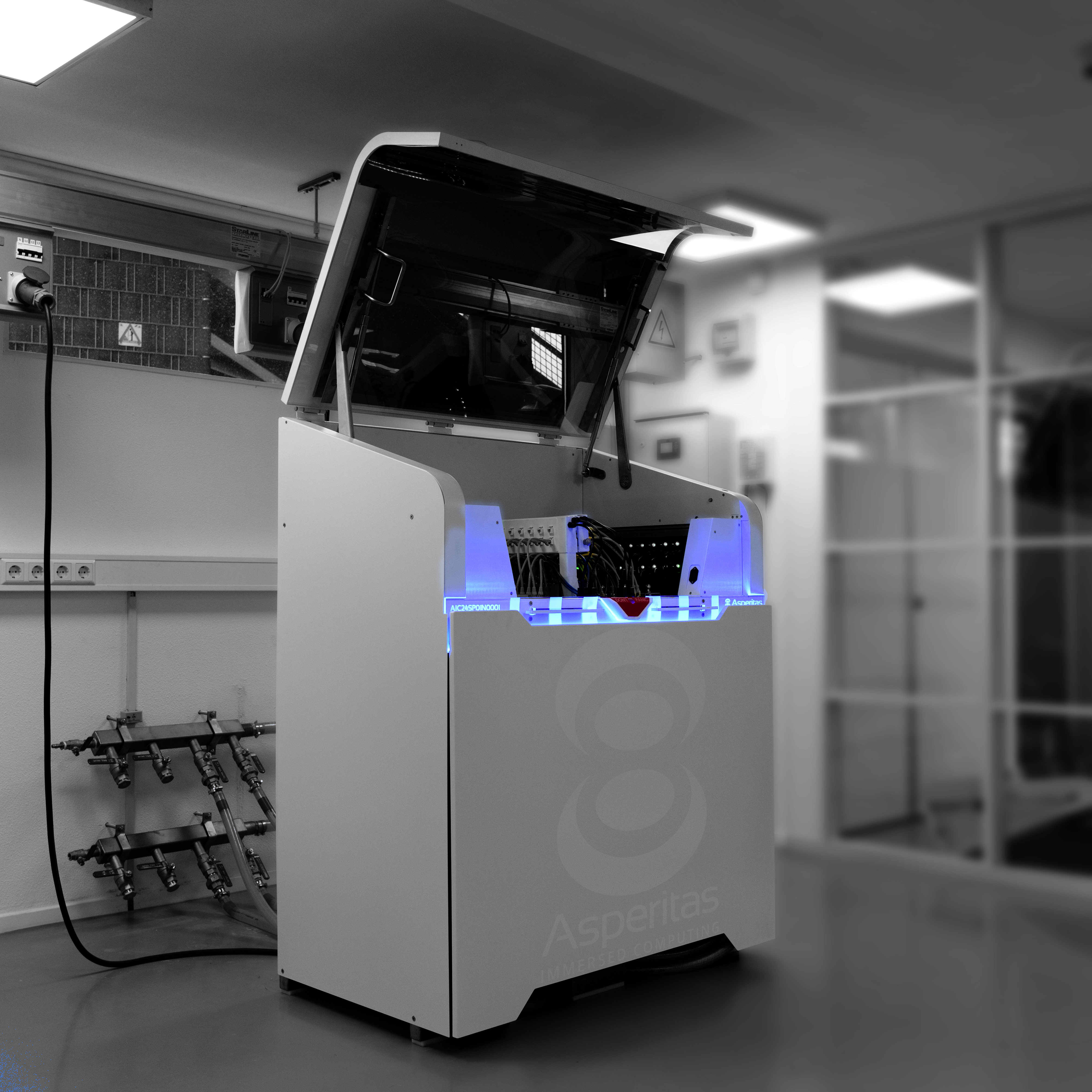
浸沒式冷卻機櫃

隨着2022年人工智能热潮，科技公司和高等教育學院開始部署極高密度機櫃，浸沒式冷卻機櫃變得愈來愈普及。與傳統機櫃不同，冷卻機櫃通常是水平安裝的液體容器，電子設備由上而下放入冷卻液中。
1. ↑  Heiko Ebermann. . www.vertiv.com. Vertic.   [2025-08-05] （英语）.